# アイオン・S
アイオン S（英: AION S）は、広汽アイオンによって製造・販売されているセダン型の二次電池式電気自動車（BEV）である。
本項では「アイオン S プラス」「アイオン S マックス」「広汽トヨタ・iA5」「広汽ホンダ・EA6」についても記述する。

## 概要
2018年11月、広州モーターショーにて発表、2019年3月に先行販売を開始。アイオンブランドで最初のモデルで、第二世代GEPプラットフォームを採用している。
発売当初は、バッテリー容量58.8 kWh、最高出力184馬力、最大トルク300ニュートンメートルを発揮し、航続可能距離510キロメートルのモデルがラインナップされたが、のちに最高出力136馬力のモデルが追加された。
モーターはニデック製のトラクションモータシステム「E-Axle」が量産車で初採用された。

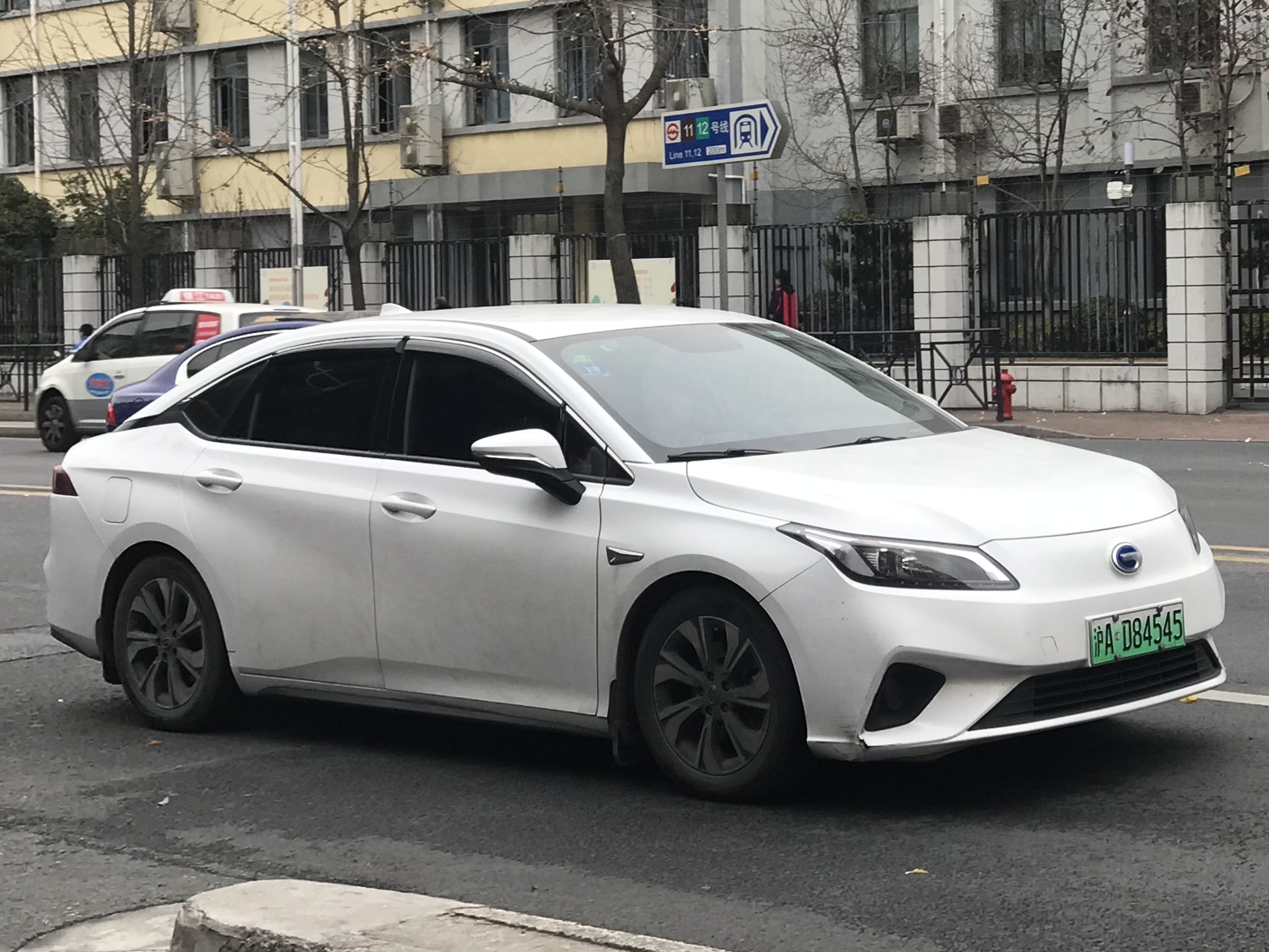
炫 580
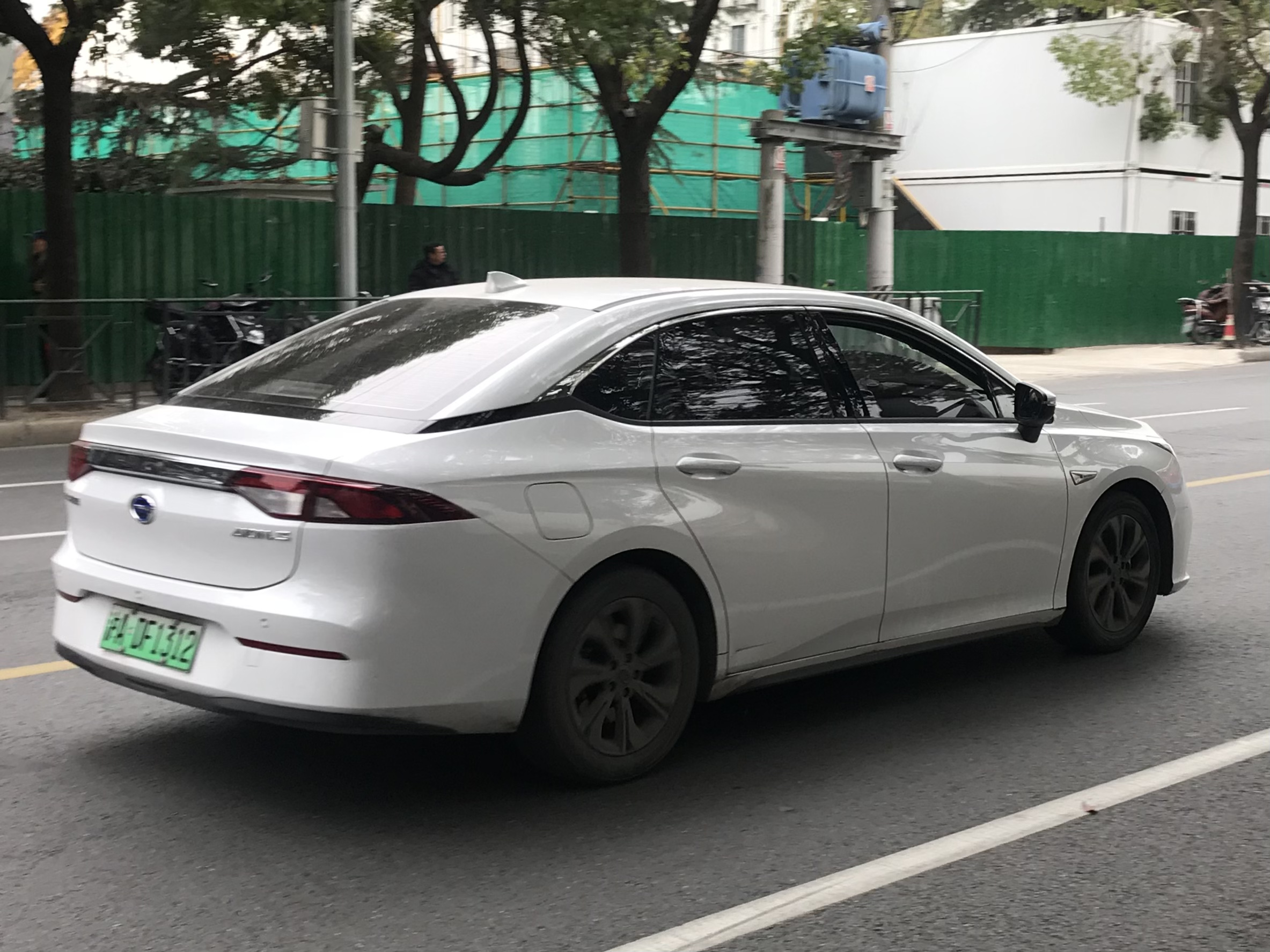
炫 580

## アイオン・Sプラス
2021年6月に「アイオン S プラス」を発売。アイオン・Sをベースによりシャープなデザインを採用しアップデートしたモデル。空気抵抗係数（Cd値）0.211を実現している。最高出力は204 HP、最大トルクは350 N･mを発揮する。

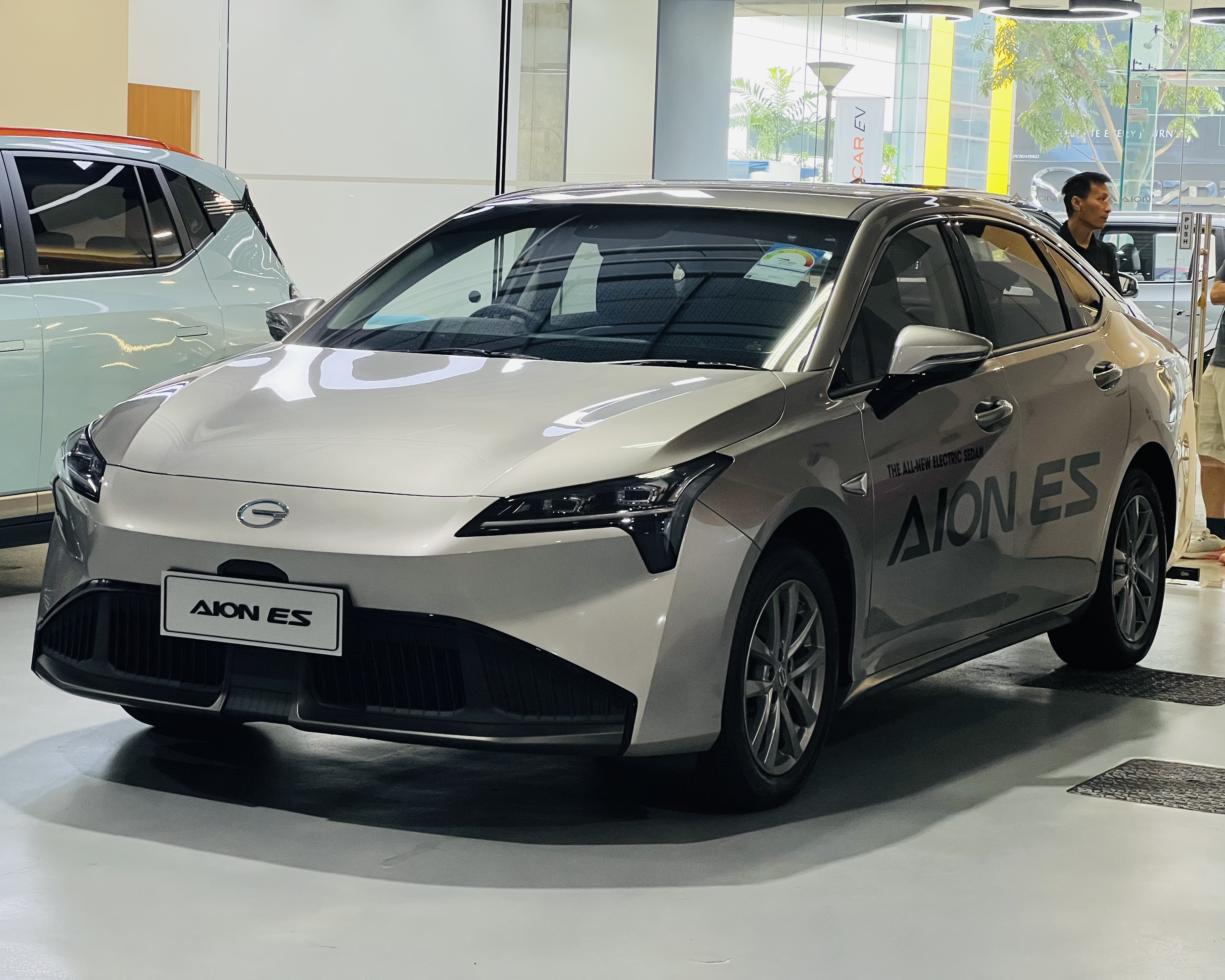
アイオン ES
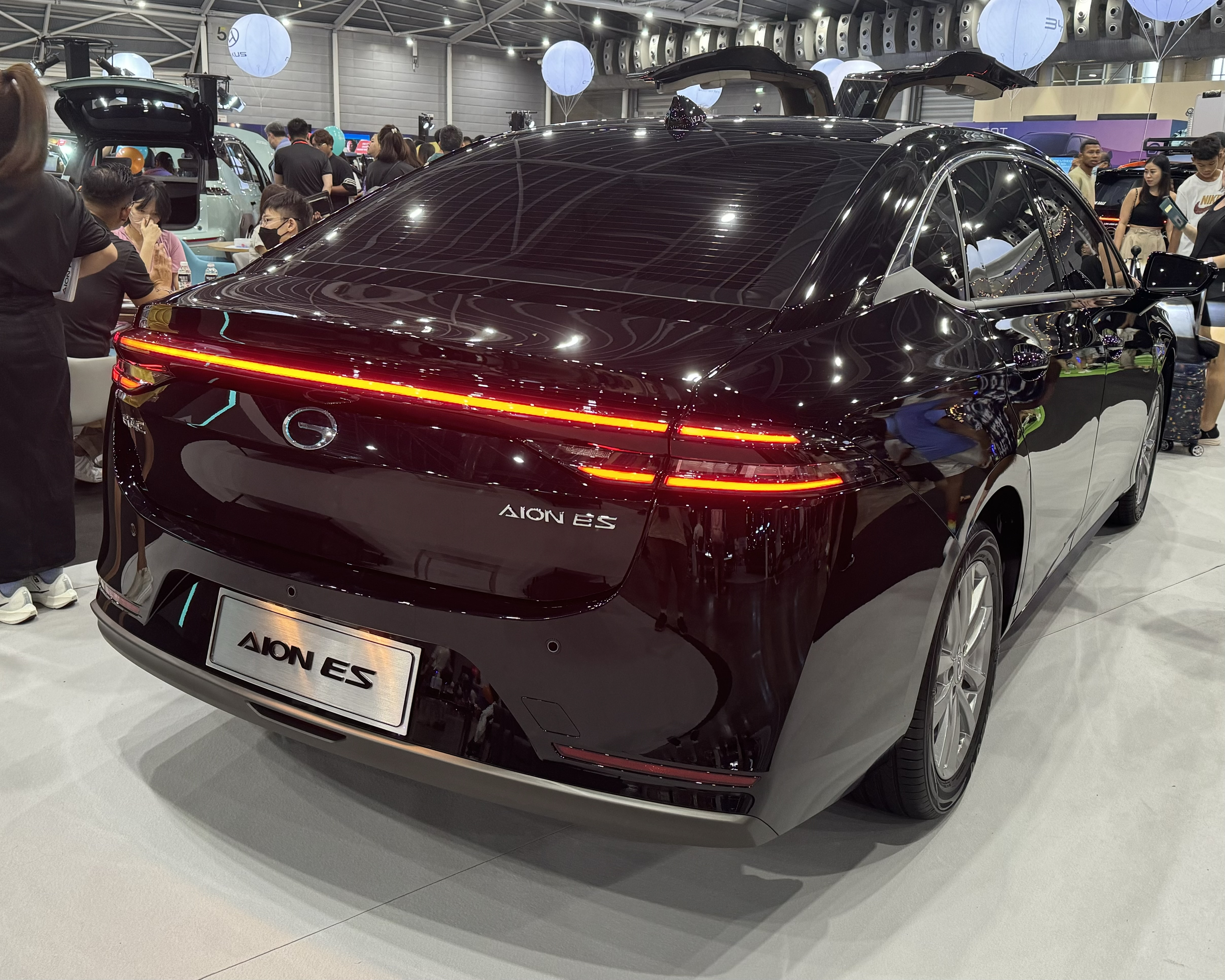
アイオン ES

## アイオン・Sマックス
2023年10月26日、「アイオン S マックス」を発売。車内空間を拡張した派生モデルで、上下に分離されたヘッドライトが特徴。発売当初のラインナップには、最高出力204 HPまたは245 HPを発揮するモーターが搭載されている。

## 広汽トヨタ・iA5
広汽トヨタ向けには「iA5」の名称で販売。広州汽車のエンブレムを装備し、アイオンSと比べてフロントとリアのデザイン、インテリアをわずかに変更している。
2022年3月1日、改良モデルを発表。

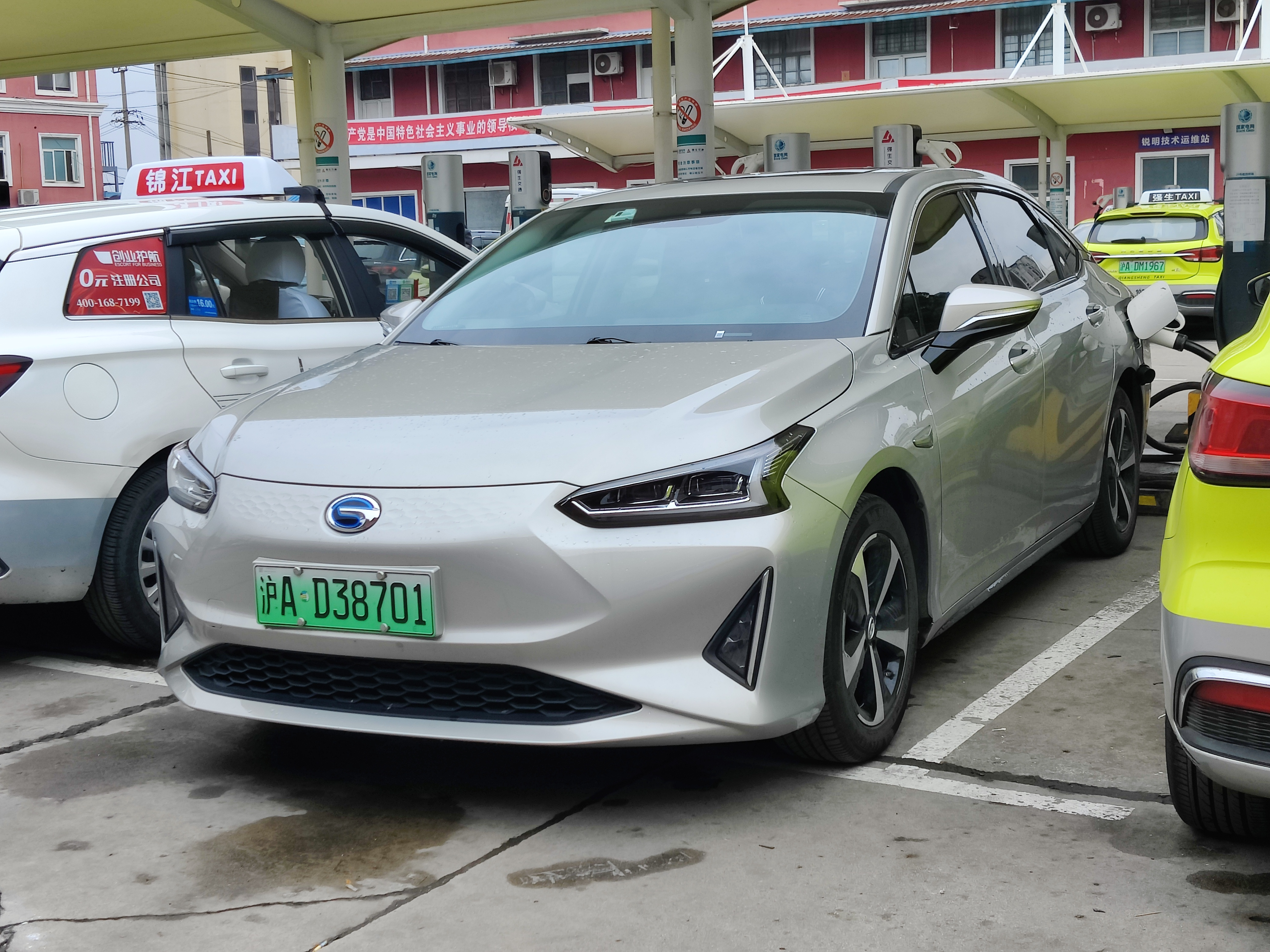
iA5（フロント）
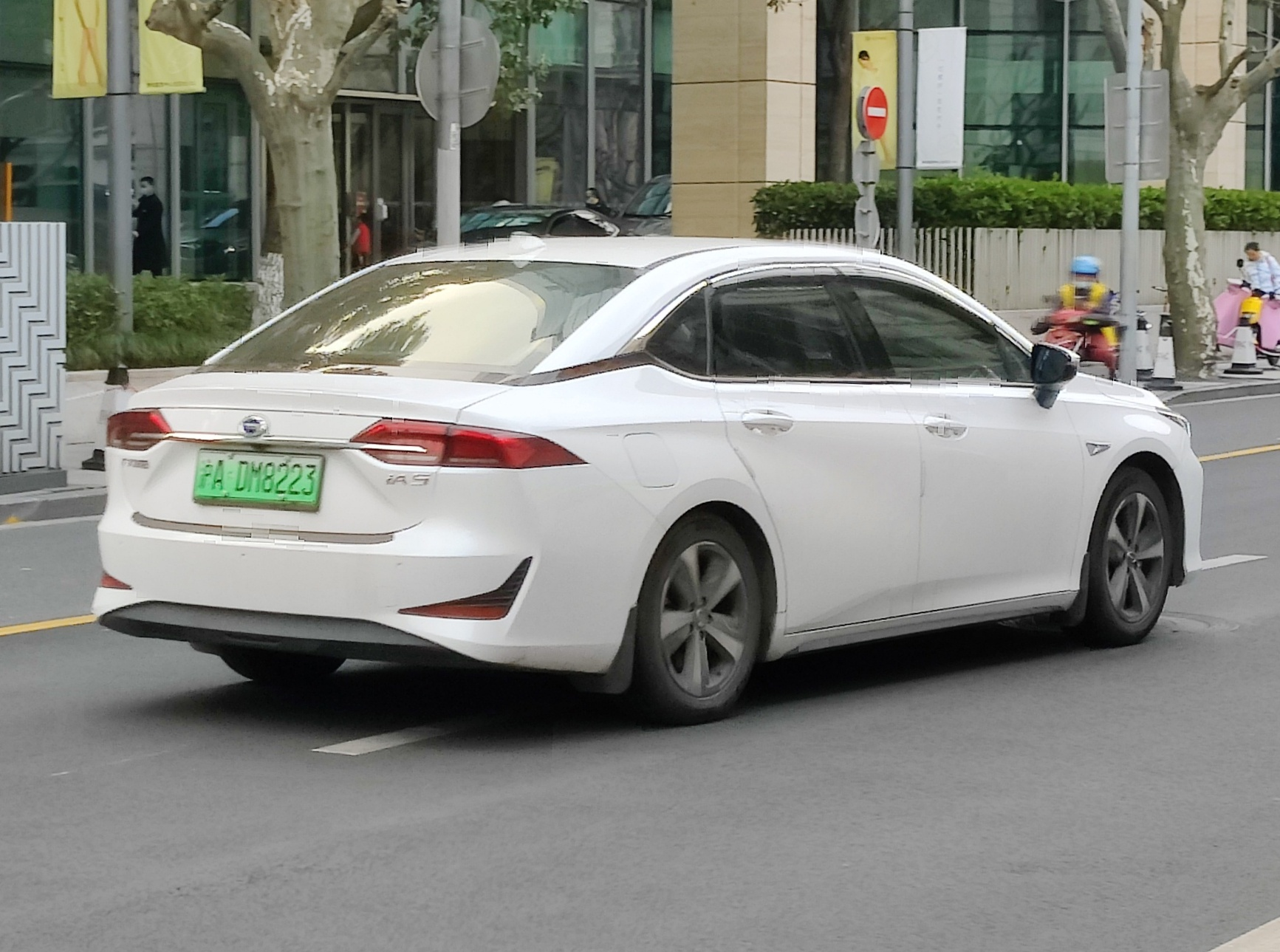
iA5（リア）
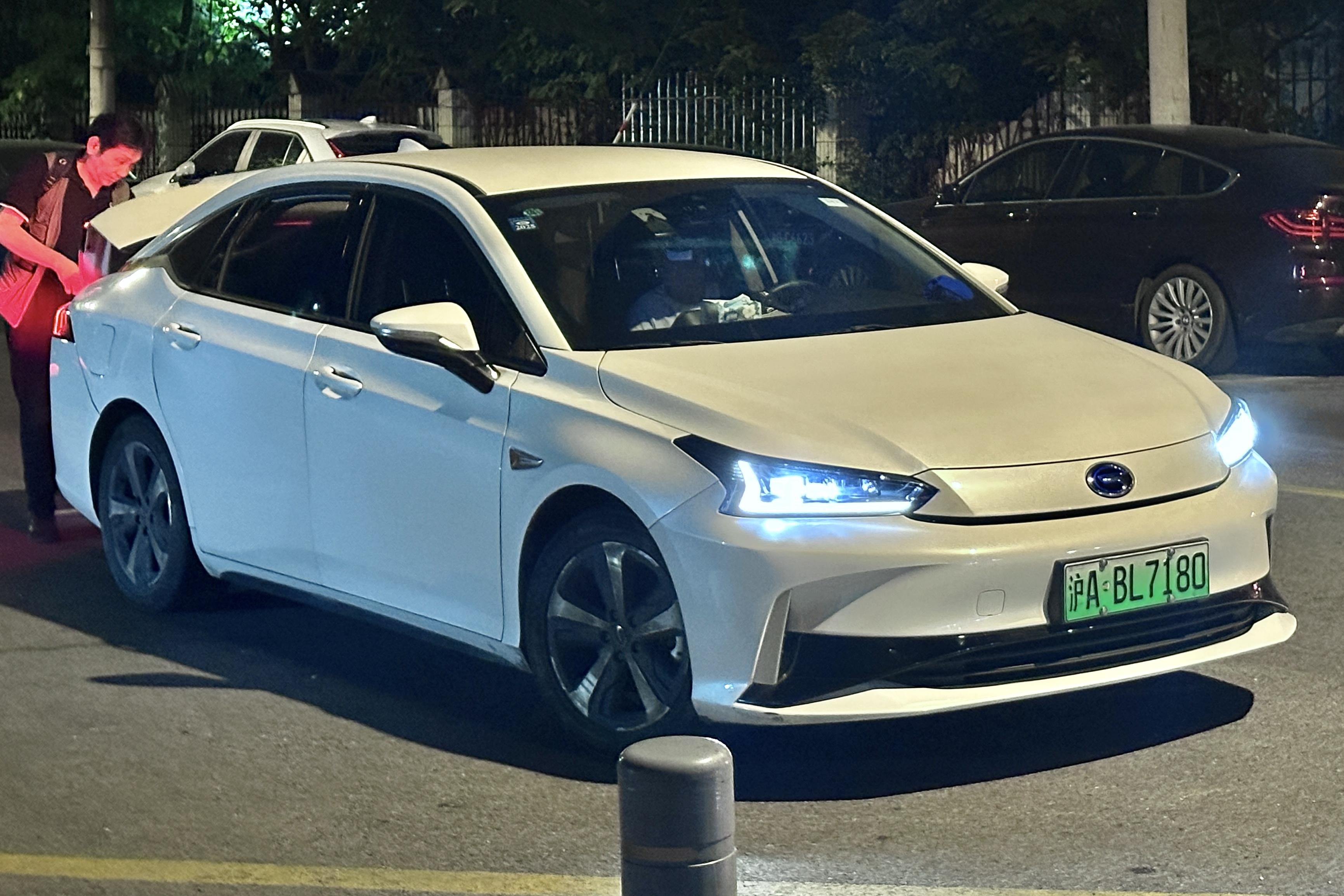
iA5（フェイスリフト）

## 広汽ホンダ・EA6
広汽ホンダ向けには「EA6」の名称で販売。2020年11月の広州モーターショーにて発表し、2021年3月10日に発売。広汽ホンダとして初のBEVセダンとなる。広州汽車のエンブレムを装備し、フォグランプとテールランプにL型のデザインが取り入れられ、統一感のあるデザインとしている。

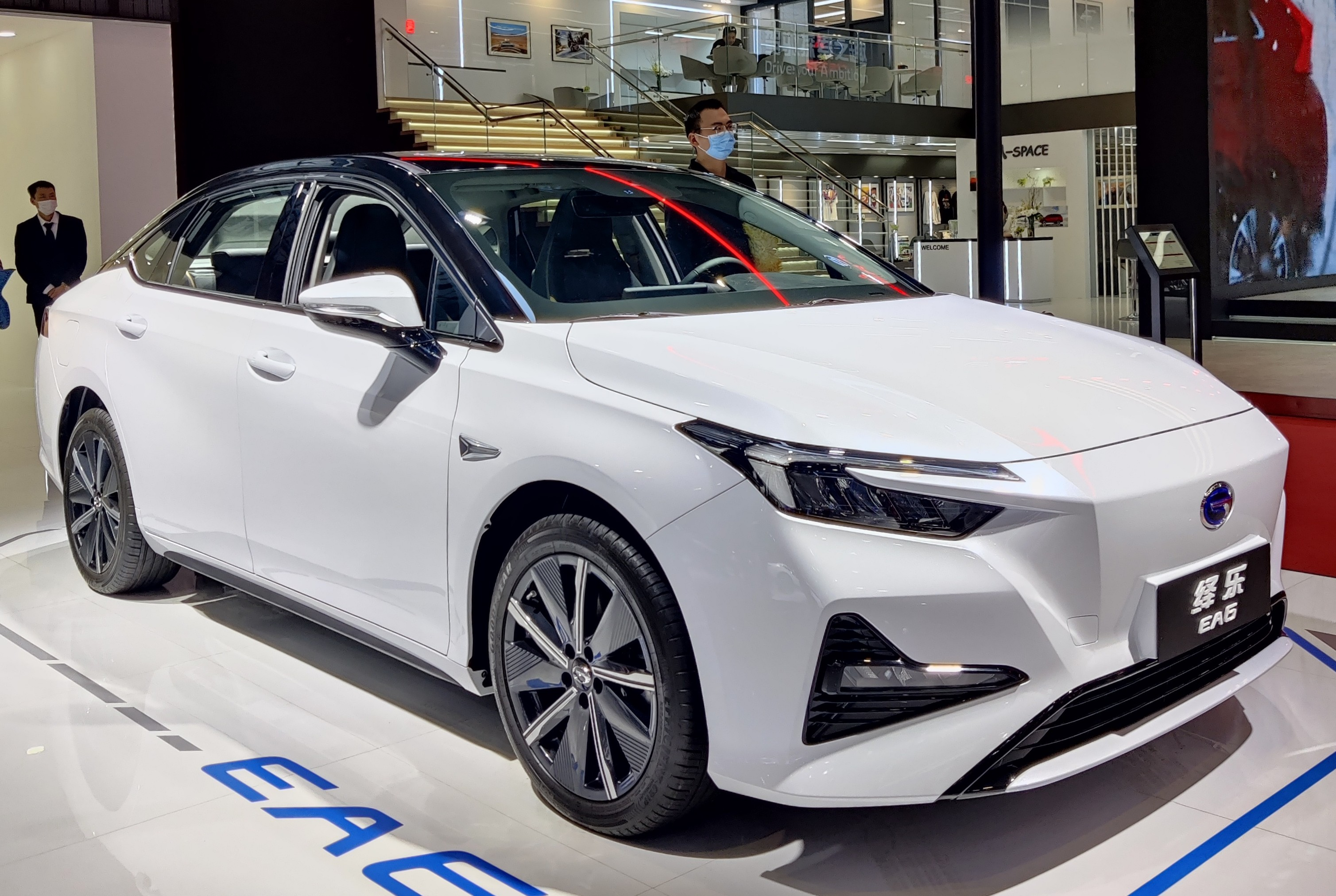
EA6（フロント）
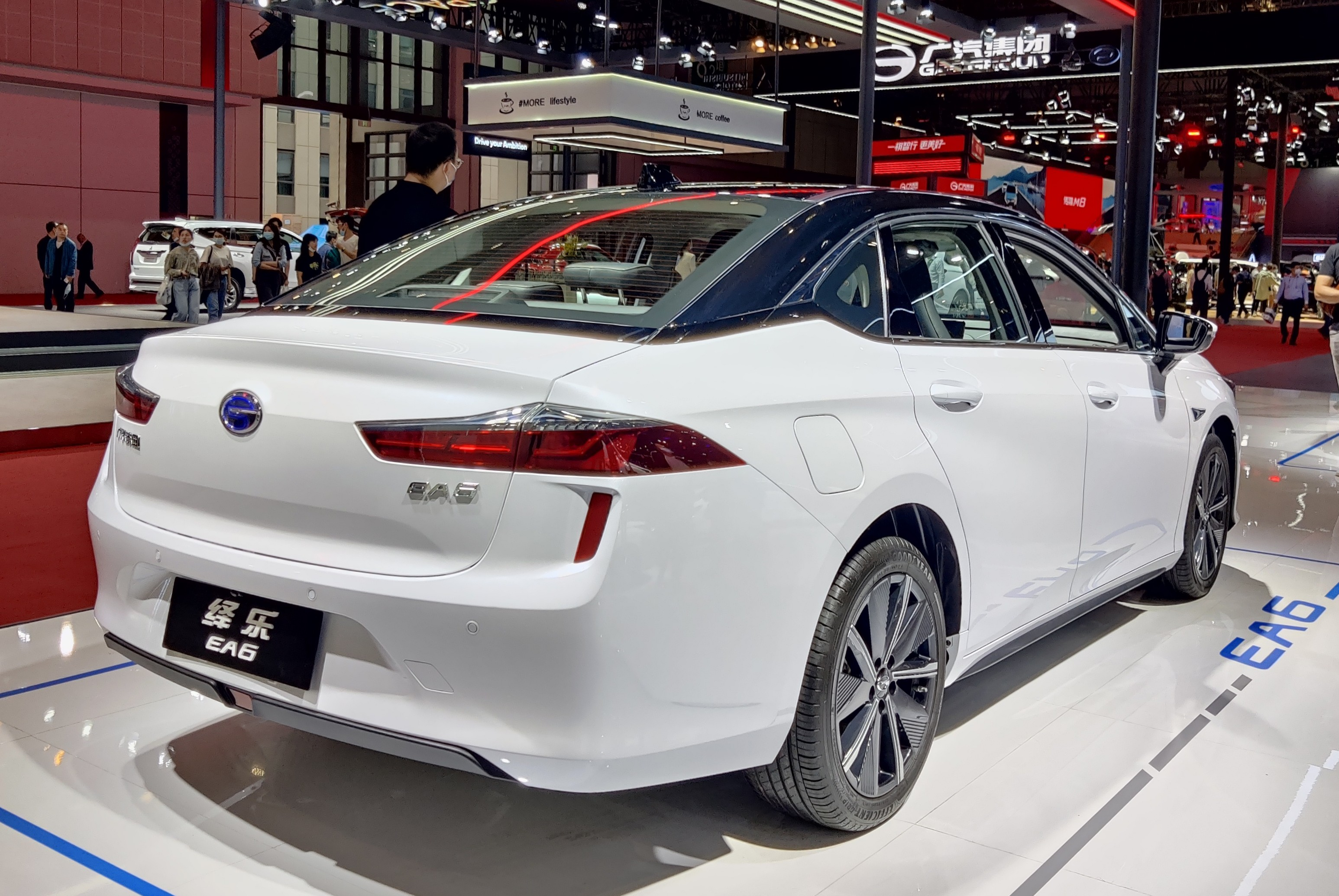
EA6（リア）